# 인천도시가스
인천도시가스는 인천광역시의 도시가스 공급 업체이다. 도시가스 공급 권역은 인천광역시 서구를 비롯한, 부평구, 계양구, 강화군까지 독점 공급하고 있다.